# Willyan
Willyan da Silva Rocha, noto semplicemente come Willyan (Espírito Santo, 27 gennaio 1995), è un calciatore brasiliano, difensore dell'Al-Jazira.

## Caratteristiche tecniche
È un difensore centrale.

## Carriera
Dopo aver militato nelle serie inferiori del calcio brasiliano con Desportiva e Votuporanguense, nel 2017 è approdato in Portogallo firmando con il Cova da Piedade.
Con il club rossoblu ha disputato due stagioni in LigaPro disputando 45 incontri prima di trasferirsi al Portimonense.

## Statistiche
Statistiche aggiornate al 30 agosto 2019.

### Presenze e reti nei club
| Stagione        | Squadra         | Campionato      | Campionato | Campionato | Coppe nazionali | Coppe nazionali | Coppe nazionali | Coppe continentali | Coppe continentali | Coppe continentali | Altre coppe | Altre coppe | Altre coppe | Totale | Totale | Totale |
| Stagione        | Squadra         | Comp            | Pres       | Reti       | Comp            | Pres            | Reti            | Comp               | Pres               | Reti               | Comp        | Pres        | Reti        | Pres   | Reti   |        |
| --------------- | --------------- | --------------- | ---------- | ---------- | --------------- | --------------- | --------------- | ------------------ | ------------------ | ------------------ | ----------- | ----------- | ----------- | ------ | ------ | ------ |
| 2016            | Desportiva      | PD/ES+D         | 0+5        | 0+1        | CB              | 0               | 0               |                    | -                  | -                  |             | -           | -           | 0+5    | 0+1    |        |
| 2017            | Votuporanguense | A2/SP           | 6          | 1          | CB              | 0               | 0               |                    | -                  | -                  |             | -           | -           | 6      | 1      |        |
| 2017-2018       | Cova da Piedade | LdH             | 31         | 2          | CP+CdL          | 0               | 0               |                    | -                  | -                  |             | -           | -           | 31     | 2      |        |
| 2018-2019       | Cova da Piedade | LdH             | 14         | 1          | CP+CdL          | 0               | 0               |                    | -                  | -                  |             | -           | -           | 14     | 1      |        |
| 2019-2020       | Portimonense    | PL              | 3          | 0          | CP+CdL          | 0               | 0               | \|                 |                    |                    |             |             |             |        |        |        |
| Totale carriera | Totale carriera | Totale carriera | 39         | 2          |                 | 4               | 1               |                    | -                  | -                  |             | -           | -           | 43     | 3      |        |

## Palmarès

### Club

#### Competizioni nazionali
- Coppa di Russia: 2

CSKA Mosca: 2022-2023, 2024-2025
- Supercoppa di Russia: 1

CSKA Mosca: 2025